# Pallavolo ai XXX Giochi del Sud-est asiatico - Torneo femminile
Il torneo femminile di pallavolo ai XXX Giochi del Sud-est asiatico si è svolta dal 3 al 9 dicembre 2019 a Pasig, nella Filippine, durante i XXX Giochi del Sud-est asiatico: al torneo hanno partecipato quattro squadre nazionali del Sud-est asiatico e la vittoria finale è andata per la quattordicesima volta, la dodicesima consecutiva, alla Thailandia.

## Impianti
|                                                                      |  |  |
|                                                                      |  |  |
| PhilSports Arena Città: Pasig Capienza: 10 000 Anno d'apertura: 1985 |  |  |

## Regolamento

### Formula
Le squadre hanno disputato una prima fase con formula del girone all'italiana; al termine della prima fase:
- Le prime due classificate hanno acceduto alla finale per il primo posto.
- Le ultime due classificate hanno acceduto alla finale per il terzo posto.

### Criteri di classifica
Se il risultato finale è stato di 3-0 o 3-1 sono stati assegnati 3 punti alla squadra vincente e 0 a quella sconfitta, se il risultato finale è stato di 3-2 sono stati assegnati 2 punti alla squadra vincente e 1 a quella sconfitta.
L'ordine del posizionamento in classifica è stato definito in base a:
- Punti;
- Ratio dei set vinti/persi;
- Ratio dei punti realizzati/subiti.

## Squadre partecipanti
| Squadra    | Qualificazione      | Ultima partecipazione |
| ---------- | ------------------- | --------------------- |
| Filippine  | Paese organizzatore | Kuala Lumpur 2017     |
| Indonesia  | -                   | Kuala Lumpur 2017     |
| Thailandia | -                   | Kuala Lumpur 2017     |
| Vietnam    | -                   | Kuala Lumpur 2017     |

## Torneo

### Prima fase

#### Risultati
| 3 dicembre 2019 PhilSports Arena, Pasig Durata: ? - Spettatori: ? | Thailandia | 3 - 0 | Indonesia  | 25-13, 25-15, 25-9               |
| 3 dicembre 2019 PhilSports Arena, Pasig Durata: ? - Spettatori: ? | Filippine  | 2 - 3 | Vietnam    | 25-21, 23-25, 19-25, 25-20, 8-15 |
| 5 dicembre 2019 PhilSports Arena, Pasig Durata: ? - Spettatori: ? | Vietnam    | 3 - 2 | Indonesia  | 20-25, 25-14, 19-25, 25-18, 15-6 |
| 5 dicembre 2019 PhilSports Arena, Pasig Durata: ? - Spettatori: ? | Filippine  | 0 - 3 | Thailandia | 16-25, 22-25, 32-34              |
| 7 dicembre 2019 PhilSports Arena, Pasig Durata: ? - Spettatori: ? | Thailandia | 3 - 0 | Vietnam    | 25-16, 25-20, 25-15              |
| 7 dicembre 2019 PhilSports Arena, Pasig Durata: ? - Spettatori: ? | Indonesia  | 3 - 1 | Filippine  | 22-25, 28-26, 25-22, 25-14       |

#### Classifica
| Pos. | Squadra    | Pt | G | V | P | SV | SP | Ratio | PF  | PS  | Ratio |
| ---- | ---------- | -- | - | - | - | -- | -- | ----- | --- | --- | ----- |
| 1.   | Thailandia | 9  | 3 | 3 | 0 | 9  | 0  | MAX   | 234 | 168 | 1,392 |
| 2.   | Vietnam    | 4  | 3 | 2 | 1 | 6  | 7  | 0,857 | 261 | 263 | 0,992 |
| 3.   | Indonesia  | 4  | 3 | 1 | 2 | 5  | 7  | 0,714 | 225 | 256 | 0,878 |
| 4.   | Filippine  | 1  | 3 | 0 | 3 | 3  | 9  | 0,333 | 257 | 290 | 0,886 |

      Qualificata alla finale per il primo posto.
      Qualificata alla finale per il terzo posto.

### Finale 3º posto
| 9 dicembre 2019 PhilSports Arena, Pasig Durata: ? - Spettatori: ? | Indonesia | 3 - 2 | Filippine | 25-20, 24-26, 25-15, 20-25, 16-14 |

### Finale
| 9 dicembre 2019 PhilSports Arena, Pasig Durata: ? - Spettatori: ? | Thailandia | 3 - 0 | Vietnam | 25-15, 25-15, 25-17 |

## Podio

### Campione
Formazione: Apinyapong, Boonlert, Guedpard, Kanthong, Kokram, Kongyot, Moksri, Nuanjam, Nuekjang, Pannoy, Sanitklang, Sittirak, Thinkaow, Tomkom, CT: Sriwatcharamethakul

### Secondo posto
Formazione: Thị Ngà, Thị Kim Thanh, Thị Lâm Oanh, Thị Kiều Trinh, Thị Hồng, Thị Yến, Thị Huệ, Thị Kim Liên, Thị Trinh, Thị Xuân, Thu Hoài, Thị Bích Thủy, Thị Thanh Thúy, Tú Linh, CT: Tuấn Kiệt

### Terzo posto
Formazione: Wulandari, Nabila, Purnama, Aziizah, Budiarti, Pertiwi, Andriyanti, Wulandari, Onnan, Putri, Lutfi, Sugandi, Sakti, Indahyani, CT: Jais

## Classifica finale
| Pos | Squadra    |
| --- | ---------- |
|     | Thailandia |
|     | Vietnam    |
|     | Indonesia  |
| 4   | Filippine  |